# Церква Покрови Пресвятої Богородиці (Мироля)
 Пам'ятка народної культури Словацької республіки реєстраційний номер 183/63 від 7 березня 1968 року.
 Церква Покрова Пресвятої Богородиці (словац. Chrám Ochrany Bohorodičky, русин. Церьков Покровы Пресвятой Богородицї) — дерев'яна церква лемківського типу в селі Мироля в окрузі Свидника (Словаччина).
Належить греко-католицькій громаді.

## Історичний огляд

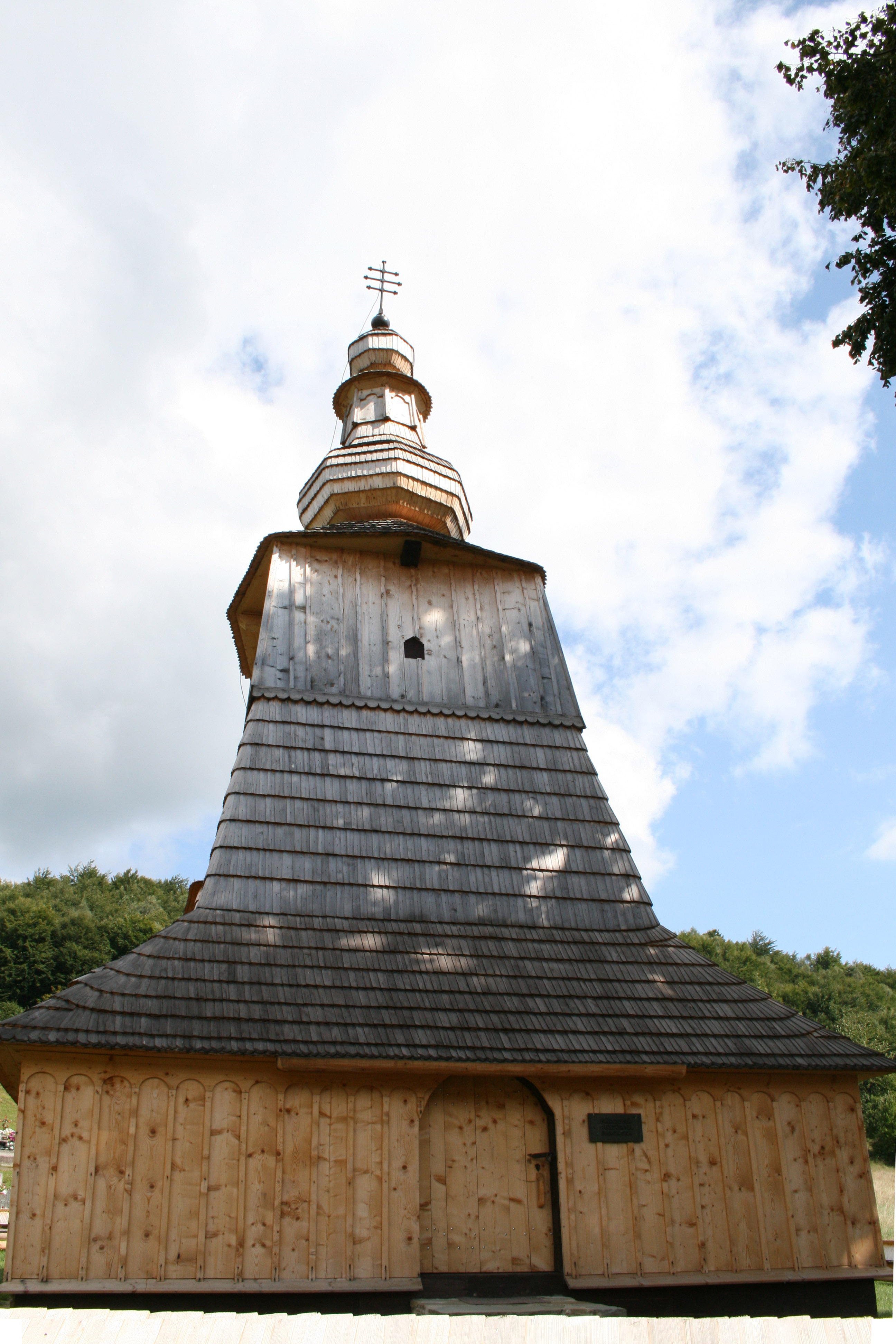
Дзвіниця

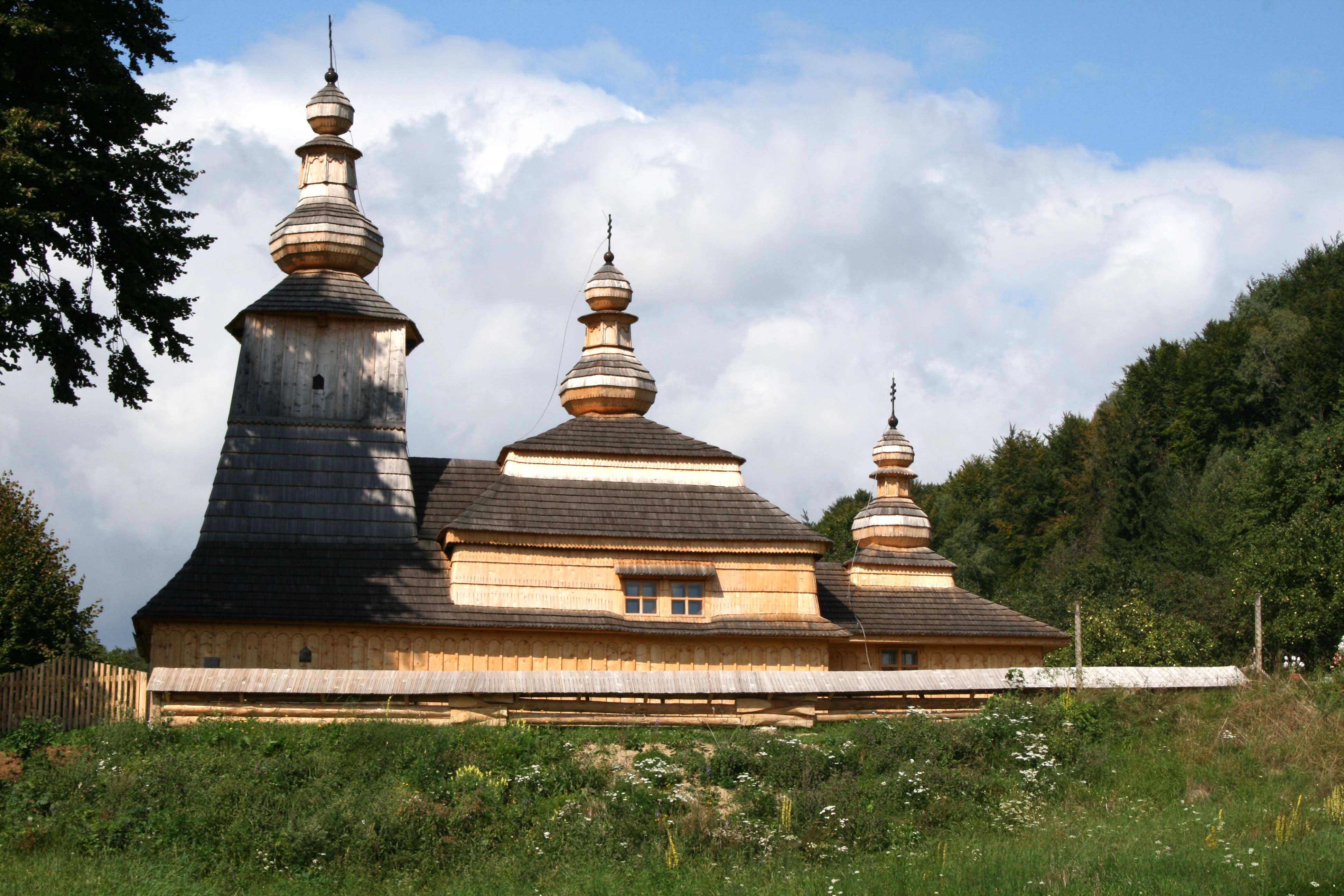

Тризрубна дерев'яна церква лемківського типу зведена 1770 року на місці давньої церкви кінця XVII століття. Під час Другої світової війни у листопаді 1944 року була пошкоджена, але наступного року відновлена мешканцями села.
1968 року внесена до реєстру пам'яток народної культури Словацької республіки. У 1970-роках реставрували іконостас. У ХХІ столітті поступово відновили ікони в наві. У 2005–2008 роках у рамках реалізації проекту «Пам'ятники» дерев'яну церкву повністю відновили.

## Архітектура
Церква зведена у лемківському стилі південно-західного типу. У плані — тридільна: презбітерій (ризниця), нава й бабинець квадратної форми. Кожна частина покрита ґонтом й увінчана банями-маківками з металевими хрестами.

## Інтер'єр
У бабинці є кілька рідкісних книг з кириличними записами, плащаниця, виявлена під час реставрації вівтаря, та деякі інші роботи місцевих майстрів.
Усередині є чотирирядний іконостас доби будівництва церкви, розписаний насиченими кольорами.
Перший ряд між царськими вратами і дияконськими дверима заповнений іконами святого Миколая, Богородиці Одигітрії, Ісуса Христа-Вседержителя (Пантократора) і Покрова Богородиці. У другому ряді посередині — ікона Тайної Вечері. У третьому розташовані образи всіх апостолів та ікона Вседержителя. Четвертий ряд складається із дванадцяти ікон. Серед них зображене Розп'яття з Богородицею та Євангелістом Іоанном.
Окрім того у церкві є ікони XVII століття, які давніші за церкву. Серед них є ікона Успіння Богородиці.